# Polidoro de Feras
Polidoro foi um tirano de Feras, na Tessália.
Ele se tornou tirano após o assassinato do tirano Jasão, seu irmão; há duas versões sobre o assassinato: segundo Éforo e Xenofonte, ele foi assassinado por sete jovens ou, segundo outros historiadores, por Polidoro.
Segundo Xenofonte, após a morte de Jasão, Polidoro e outro irmão, 
Pólifron, foram nomeados príncipes, mas Xenofonte especula que Polidoro, que morreu subitamente quando viajava para Larissa com o irmão, foi morto por Pólifron. Pólifron, em seguida, governou por um ano, tornando-se um tirano, até ser morto por Alexandre.
Segundo Diodoro Sículo, ele foi sucedido por Alexandre, filho de Jasão; Polidoro foi envenado por Alexandre durante uma disputa sobre quem bebia mais.